# Huang Dongping
Huang Dongping (chinês simplificado: 黄东萍; Nan'an, 20 de janeiro de 1995) é uma jogadora de badminton chinesa, campeã olímpica.

## Carreira
Nos Jogos Olímpicos de Verão de 2020, em Tóquio, conquistou a medalha de ouro na categoria duplas mistas ao lado de Wang Yilyu após confronto na final contra os também chineses Zheng Siwei e Huang Yaqiong. Ela também foi duas vezes campeã asiática de duplas mistas em 2018 e 2019.